# Ide Gakusui
Ide Gakusui (jap. 井出 岳水, * 1899 in Funatsumura, Minami-Tsuru-gun, heute Fujikawaguchiko, Präfektur Yamanashi; † 1982) war ein japanischer Maler der Nihonga-Tradition und Holzschnittkünstler, der sich auf Blumen- und Vogelbilder (花鳥絵, kachō-e) spezialisierte und in der Taishō- und Shōwa-Periode aktiv war.

## Leben
Ide wurde unter dem Geburtsnamen Ide Taizō (井出 泰三) geboren. Nach seinem Abschluss an der Kunstfakultät der Nihon-Universität studierte er zunächst bei Yamanouchi Tamon (1878–1932) und nach dessen Tod bei Arai Kanpō (1878–1945), einem bekannten Nihonga-Maler und Holzschnittkünstler.
1929 siedelte Ide nach China über, wo er für 17 Jahre blieb. Er reiste viel und gründete in Shanghai eine Schule für japanische Malerei. Erst 1946 kehrte er nach Japan zurück. Nach seiner Heimkehr wurde er Direktor der Vereinigung zur Förderung der Schönen Künste (術育英協会, Bijutsu Ikuei Kyōkai). Mindestens eines seiner Werke wurde von der Kaiserlichen Hofagentur (宮内庁, Kunaichō) erworben.
Ab dem Frühjahr 1949 arbeitete er mit dem bekannten Verleger Watanabe Shōzaburō (1885–1962) zusammen und entwarf Holzschnitte im Stil des Shin-hanga, ausschließlich im Genre der Kachō-e. Laut dem Watanabe-Katalog von 1963 sind 15 Drucke aus dieser Zusammenarbeit bekannt. Drei seiner bekanntesten Entwürfe zeigen Reiher und Kraniche und zeichnen sich durch ihre naturnahe Darstellung und kraftvolle Linienführung aus. Nach der Zusammenarbeit mit Watanabe, die bis Mitte der 1950er Jahre andauerte, entwarf Ide weiterhin Holzschnitte, deren Herausgeber jedoch nicht eindeutig identifiziert sind, da sie keine Verlagsmarke tragen.
Ide Gakusui starb im Alter von 83 Jahren.

## Werke (Auswahl)
(Quelle: )
- Hakuro (Yuki) 白鷹 (雪) – Holzschnitt, Sammlung des Nationalmuseums für Moderne Kunst, Tōkyō[2]
- Hakuro (Ame) 白鷹 (雨) – Holzschnitt, Sammlung des Nationalmuseums für Moderne Kunst, Tōkyō[3]